# Dolac, Bela Palanka
Dolac (izvirno srbsko Долац) je naselje v Srbiji, ki upravno spada pod Občino Bela Palanka; slednja pa je del Pirotskega upravnega okraja.

## Demografija
V naselju živi 343 polnoletnih prebivalcev, pri čemer je njihova povprečna starost 44,1 let (44,3 pri moških in 43,8 pri ženskah). Naselje ima 144 gospodinjstev, pri čemer je povprečno število članov na gospodinjstvo 2,99.
To naselje je, glede na rezultate popisa iz leta 2002, večinoma srbsko.
|  |

| Demografija | Demografija     | Demografija     |
| Leto        | Št. prebivalcev | Št. prebivalcev |
| ----------- | --------------- | --------------- |
|             |                 |                 |
|             |                 |                 |
|             |                 |                 |
|             |                 |                 |
| 1948        | 425             |                 |
| 1953        | 402             |                 |
| 1961        | 424             |                 |
| 1971        | 444             |                 |
| 1981        | 398             |                 |
| 1991        | 468             | 464             |
| 2002        | 434             | 430             |
|             |                 |                 |

| Etnična sestava po popisu iz leta 2002 | Etnična sestava po popisu iz leta 2002 | Etnična sestava po popisu iz leta 2002 | Etnična sestava po popisu iz leta 2002 | Etnična sestava po popisu iz leta 2002 |
| -------------------------------------- | -------------------------------------- | -------------------------------------- | -------------------------------------- | -------------------------------------- |
| Srbi                                   | Srbi                                   |                                        | 394                                    | 91,62%                                 |
| Romi                                   | Romi                                   |                                        | 30                                     | 6,97%                                  |
| Bolgari                                | Bolgari                                |                                        | 1                                      | 0,23%                                  |
| Neznano                                | Neznano                                |                                        | 3                                      | 0,69%                                  |